# 1472

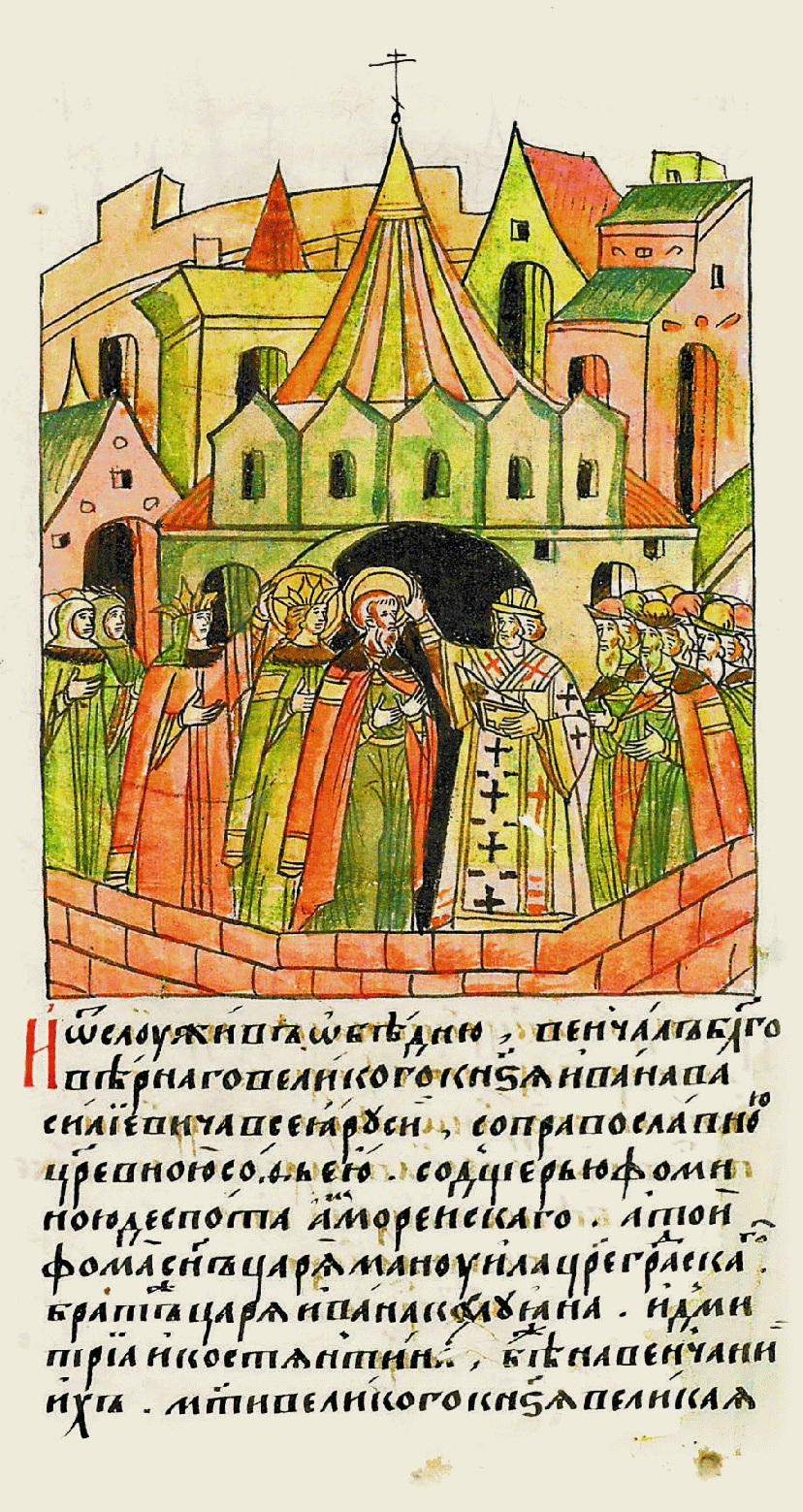
Huwelijk van Ivan III van Moskou en Sophia Palaiologina

Het jaar 1472 is het 72e jaar in de 15e eeuw volgens de christelijke jaartelling.

## Gebeurtenissen
januari
- 17 - João de Santarém ontdekt het eiland Principe.

april
- april - La Divina commedia van Dante verschijnt te Venetië in druk.

juni
- 12 - Richard van Gloucester trouwt met Anne Neville.

oktober
- 16 - Capitulatie van Pedralbes: De stad Barcelona geeft zich over aan koning Johan II. Einde van de Catalaanse Burgeroorlog.

december
- 31 - Amsterdam verbiedt het gooien met sneeuwballen naar personen.

zonder datum
- De Orkneyeilanden en Shetlandeilanden gaan over van Noorwegen naar Schotland.
- Guyenne-et-Gascogne wordt een provincie van Frankrijk.
- Fernão do Pó ontdekt grote delen van de kust van de Golf van Guinee.
- De Ludwig Maximilians-Universiteit in München wordt opgericht.
- In de Italiaanse stad Siena wordt de oudste bank ter wereld, Monte dei Paschi di Siena opgericht.
- Ivan III van Moskou huwt Sophia Palaiologina.
- Anna van Beaujeu huwt Peter II van Bourbon.
- Mehmed II stelt zijn zoon Cem aan als regent als hij ten strijde trekt. Het gerucht gaat dat hij en zijn zonen zijn gesneuveld, wordt Cem tot sultan uitgeroepen.
- De kathedraal van York wordt ingewijd.

## Verschenen
- 11 april - Dante Alighieri: Divina Commedia (voor het eerst in druk)
- Nicolaas Clopper jr.: Florarium temporum (voltooid)
- Johannes de Sacrobosco: De sphaera mundi (voor het eerst in druk)
- Georg von Peuerbach: Theoricae nova planetarum (voor het eerst in druk)

## Kunst

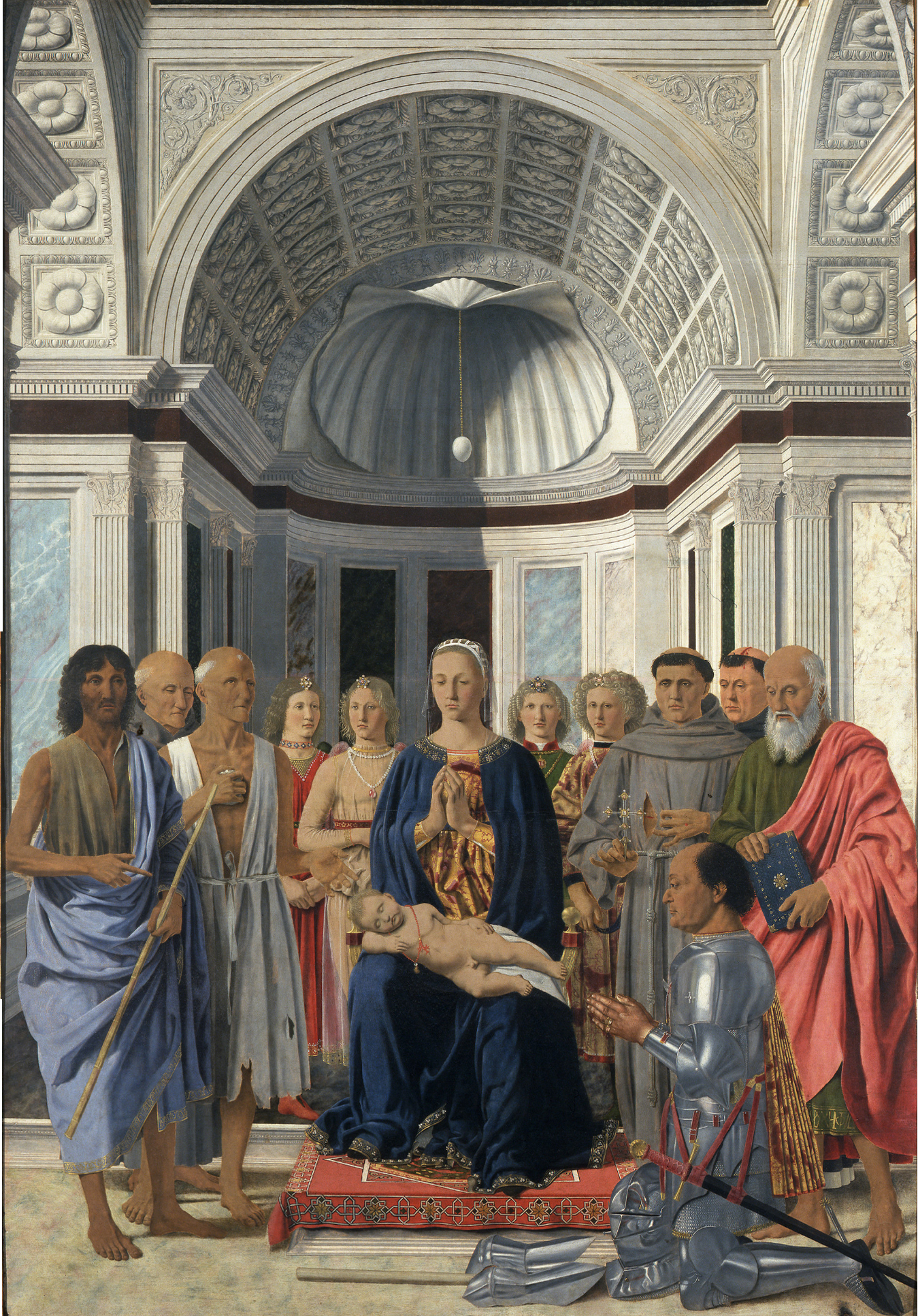
Piero della Francesca: Madonna met Kind en Heiligen
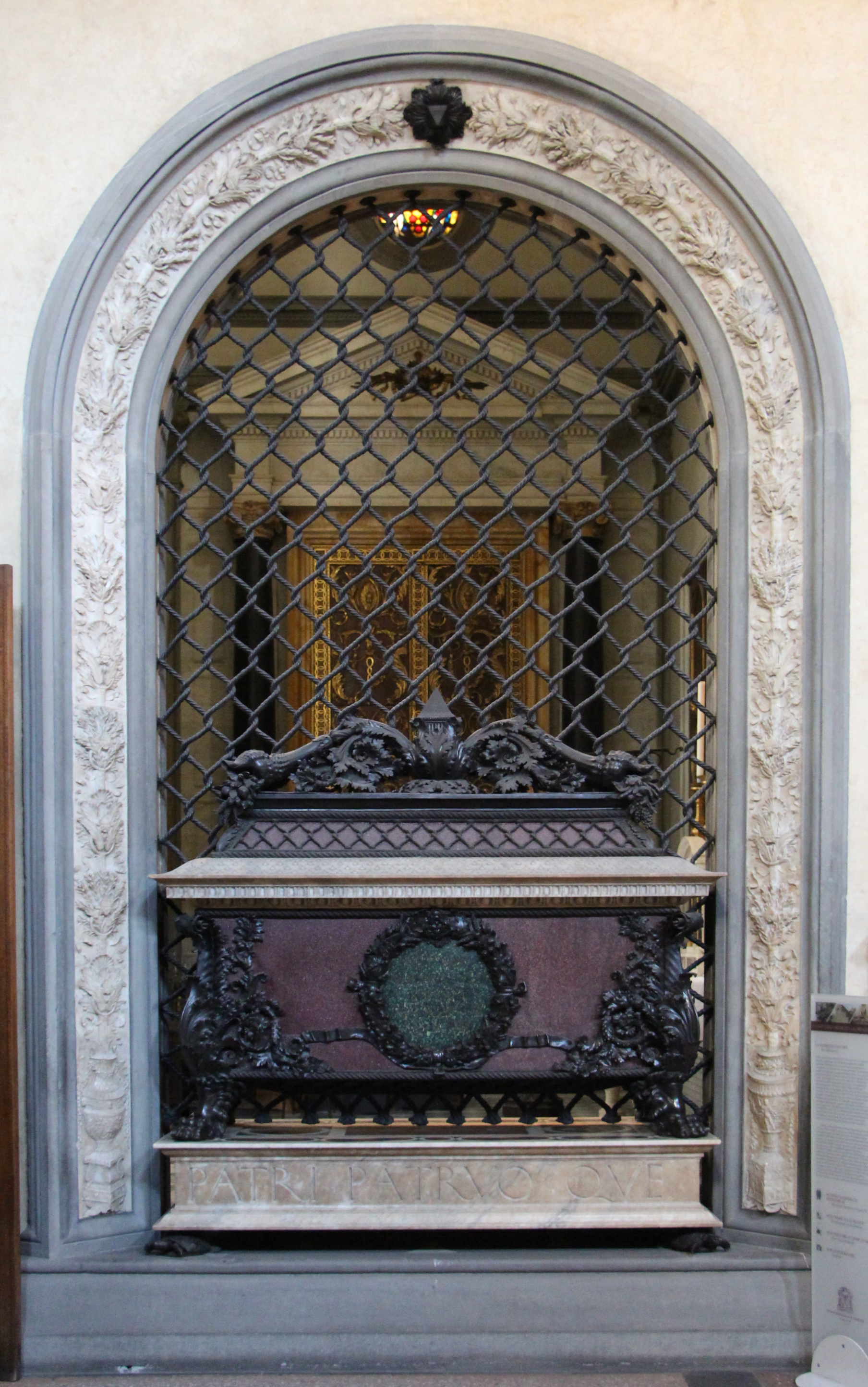
Andrea del Verrocchio: graftombe van Piero en Giovanni di Cosimo de' Medici
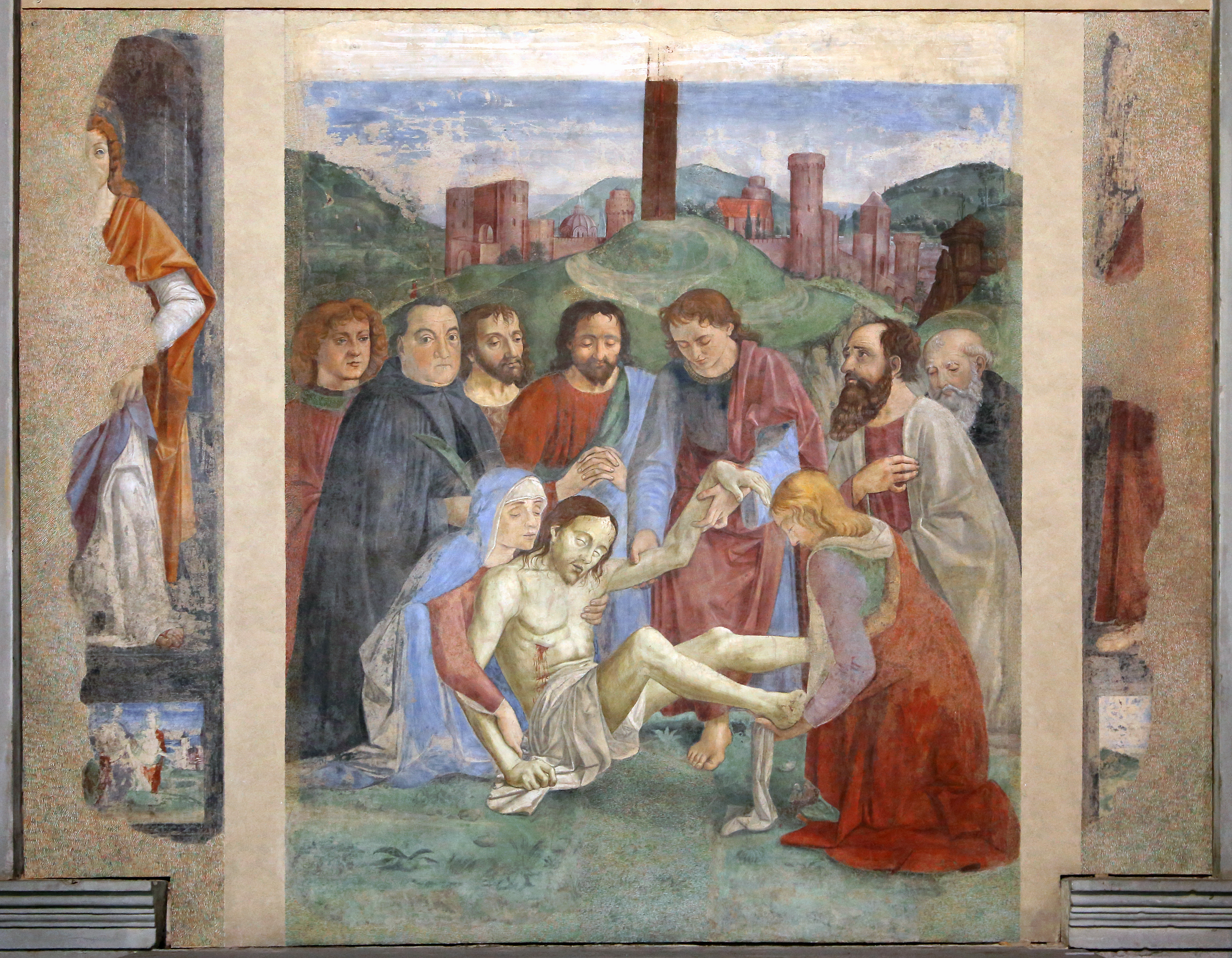
Domenico Ghirlandaio: Madonna della Misericordia
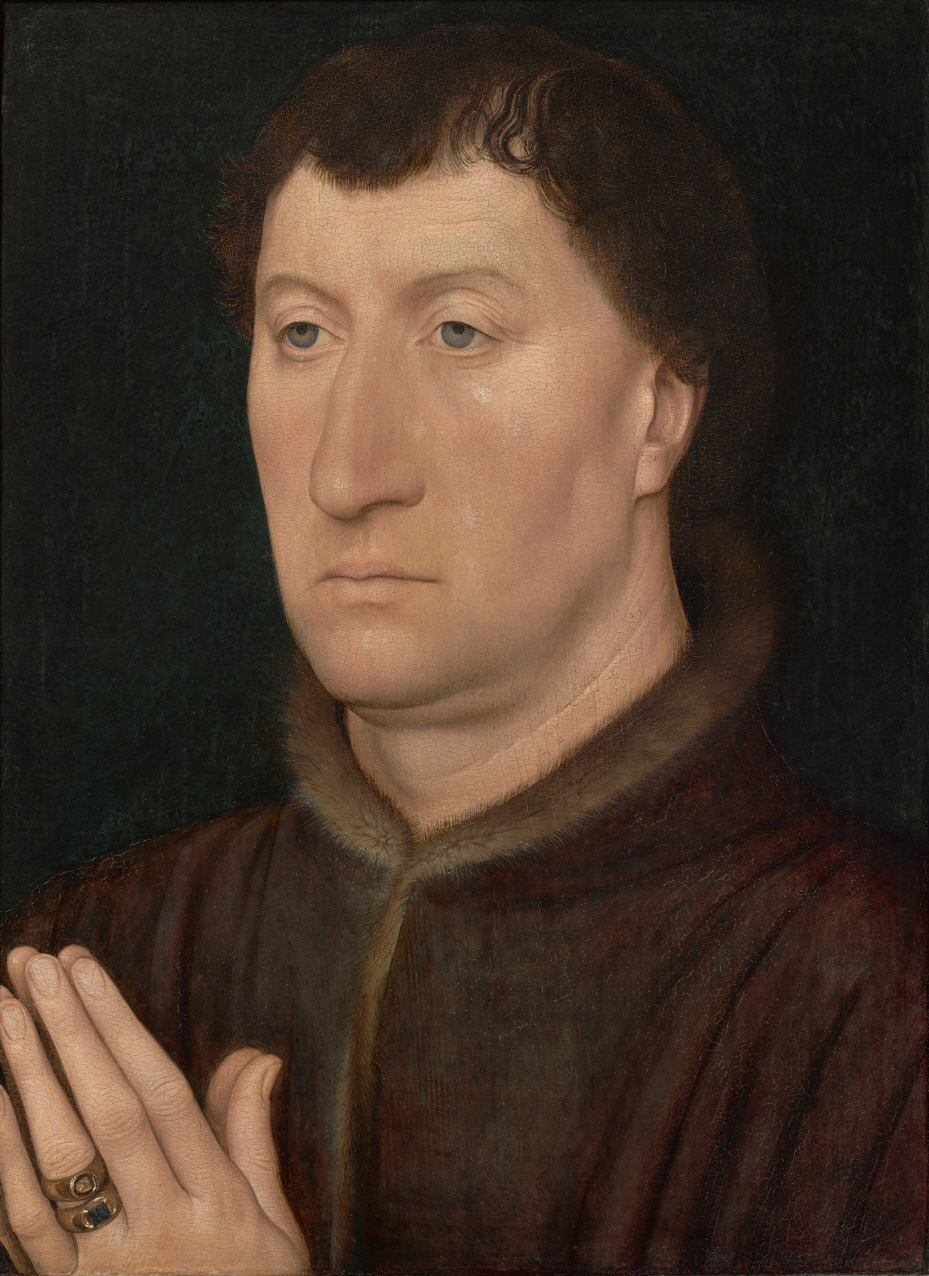
Hans Memling: portret van Gilles Joye

## Opvolging
- Acolhuacan (Texcoco) - Nezahualcoyotl opgevolgd door zijn zoon Nezahualpilli
- Eu - Karel van Artesië opgevolgd door zijn neef Jan van Bourgondië
- Foix - Gaston IV opgevolgd door zijn neef Frans Phoebus
- Hohenlohe-Weikersheim - Crato IV opgevolgd door Crato V
- Maine en Guise - Karel IV opgevolgd door zijn zoon Karel V
- Nassau-Saarbrücken - Johan II opgevolgd door zijn postume zoon Johan Lodewijk
- Savoye - Amadeus IX opgevolgd door zijn zoon Filibert I

## Afbeeldingen

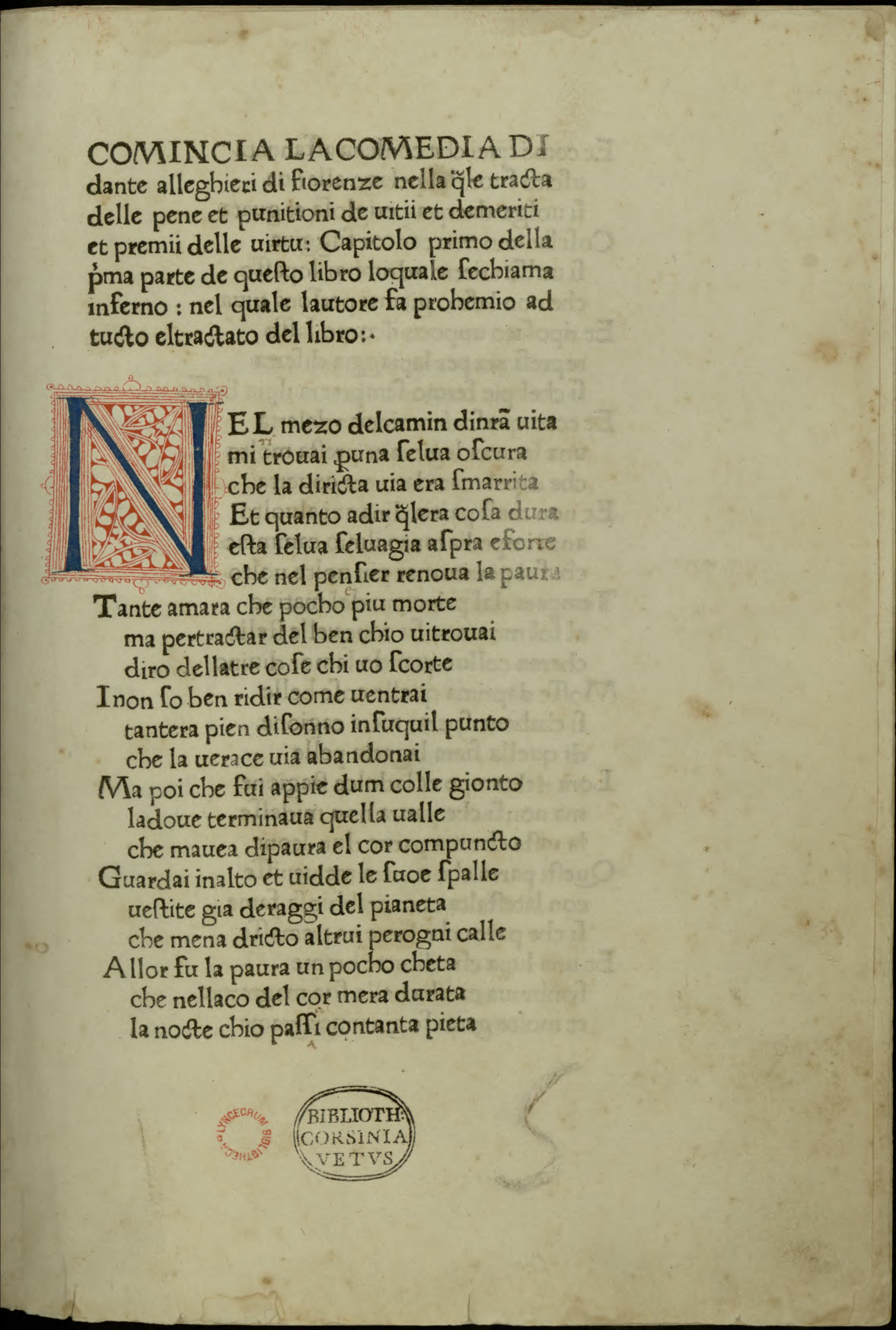
Pagina uit de eerste druk van de Divina Commedia
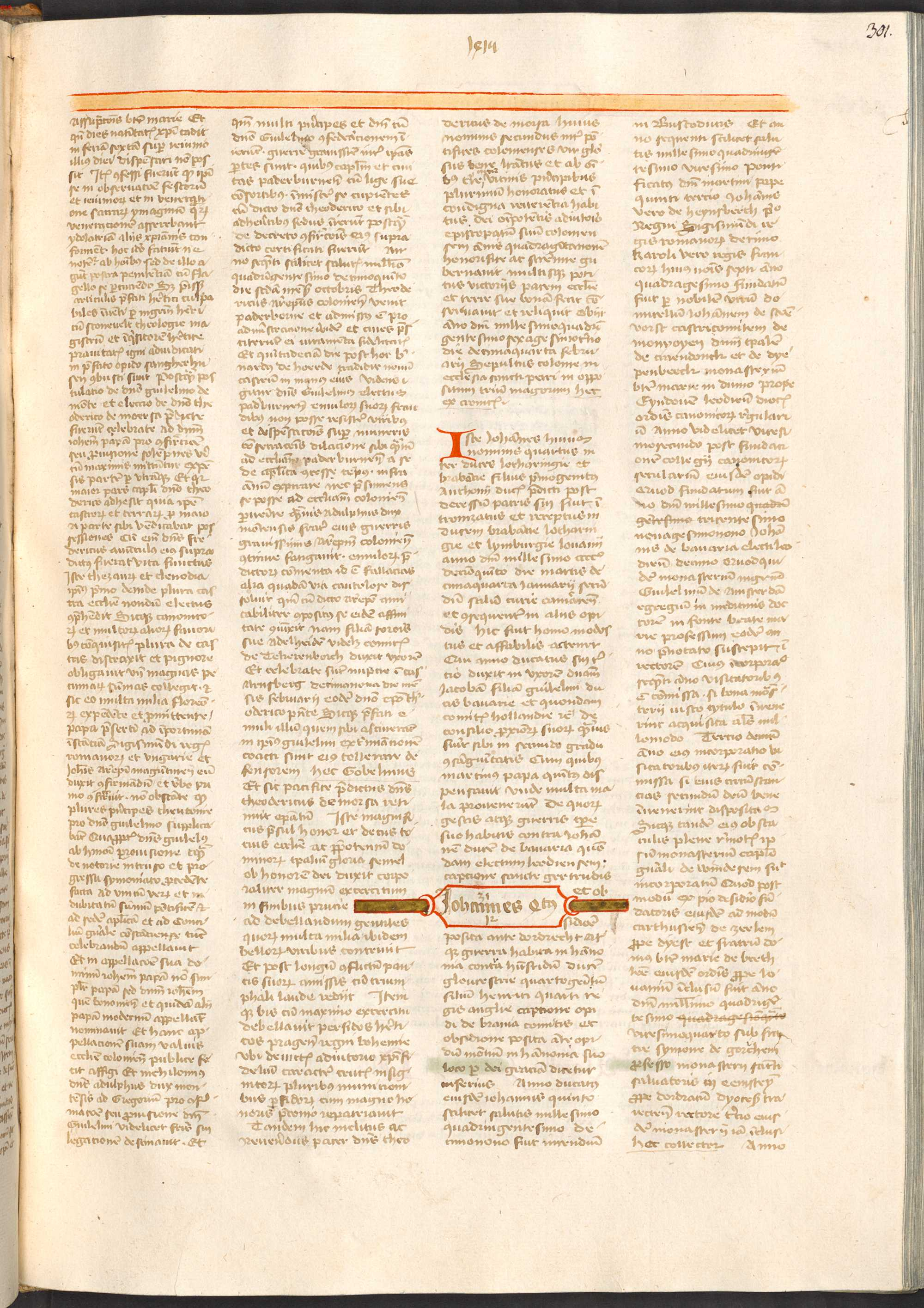
Pagina uit het Florarium temporum
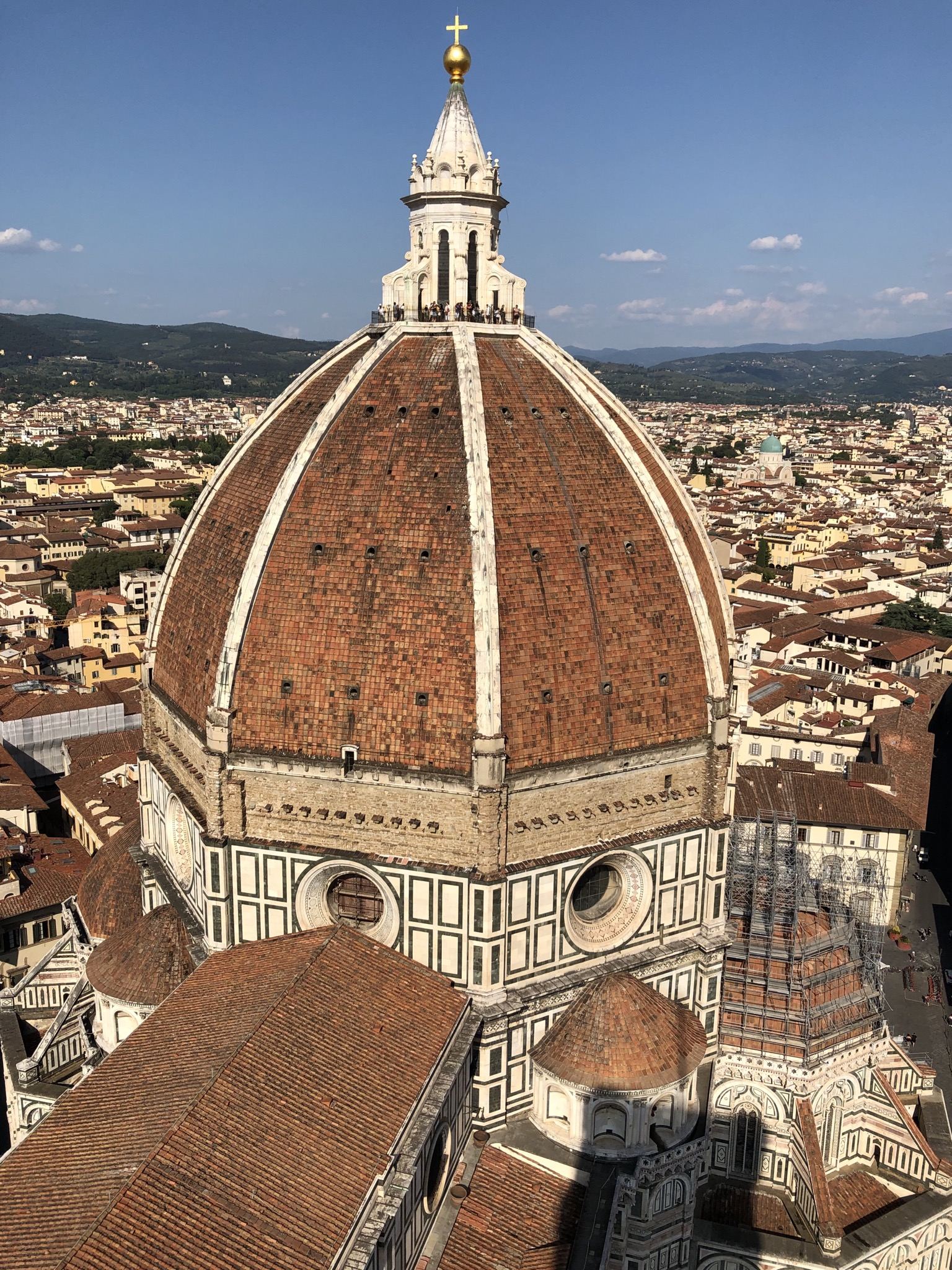
koepel van de kathedraal van Florence, voltooid 1472
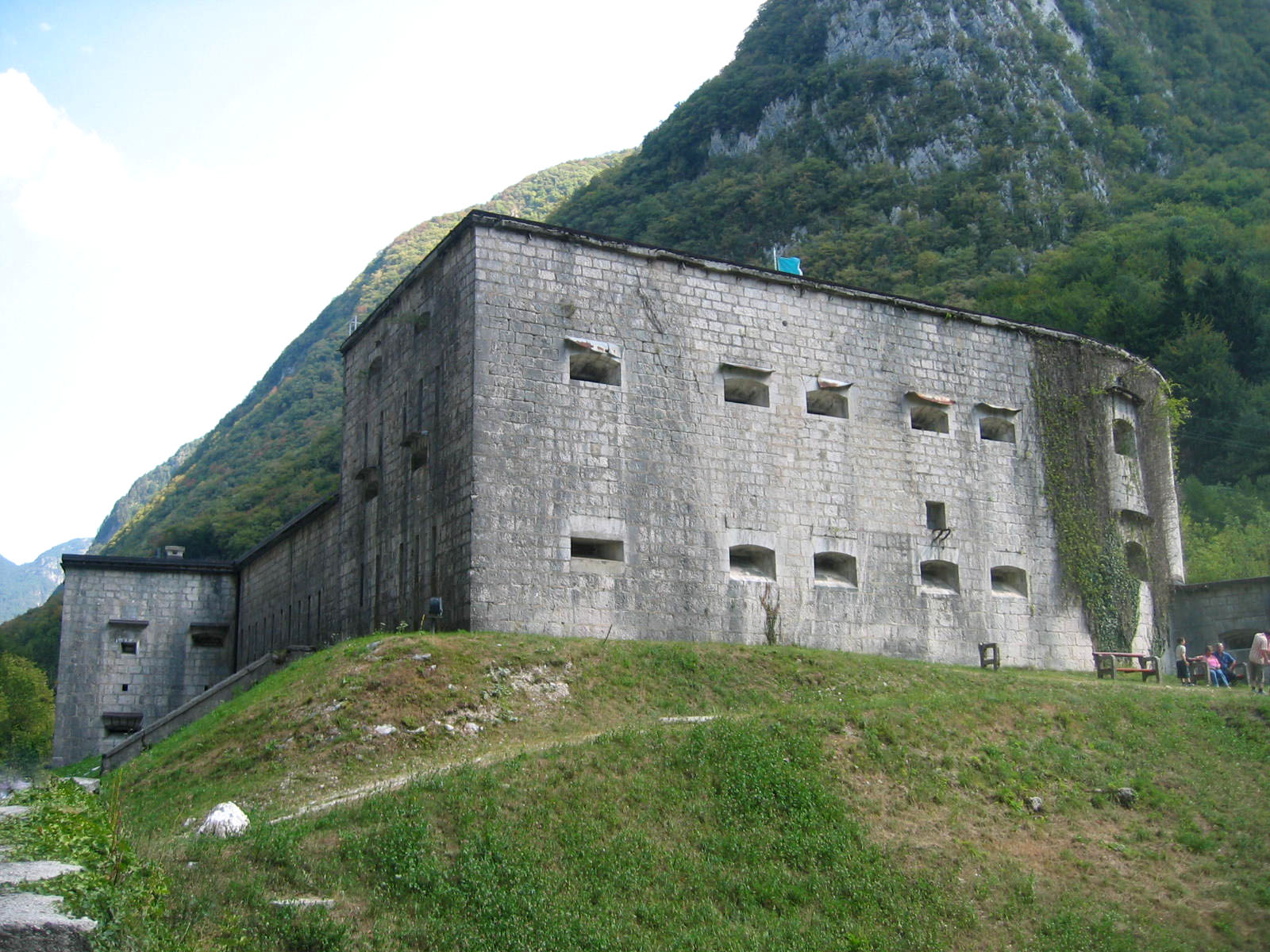
Fort Kluže, gebouwd 1472
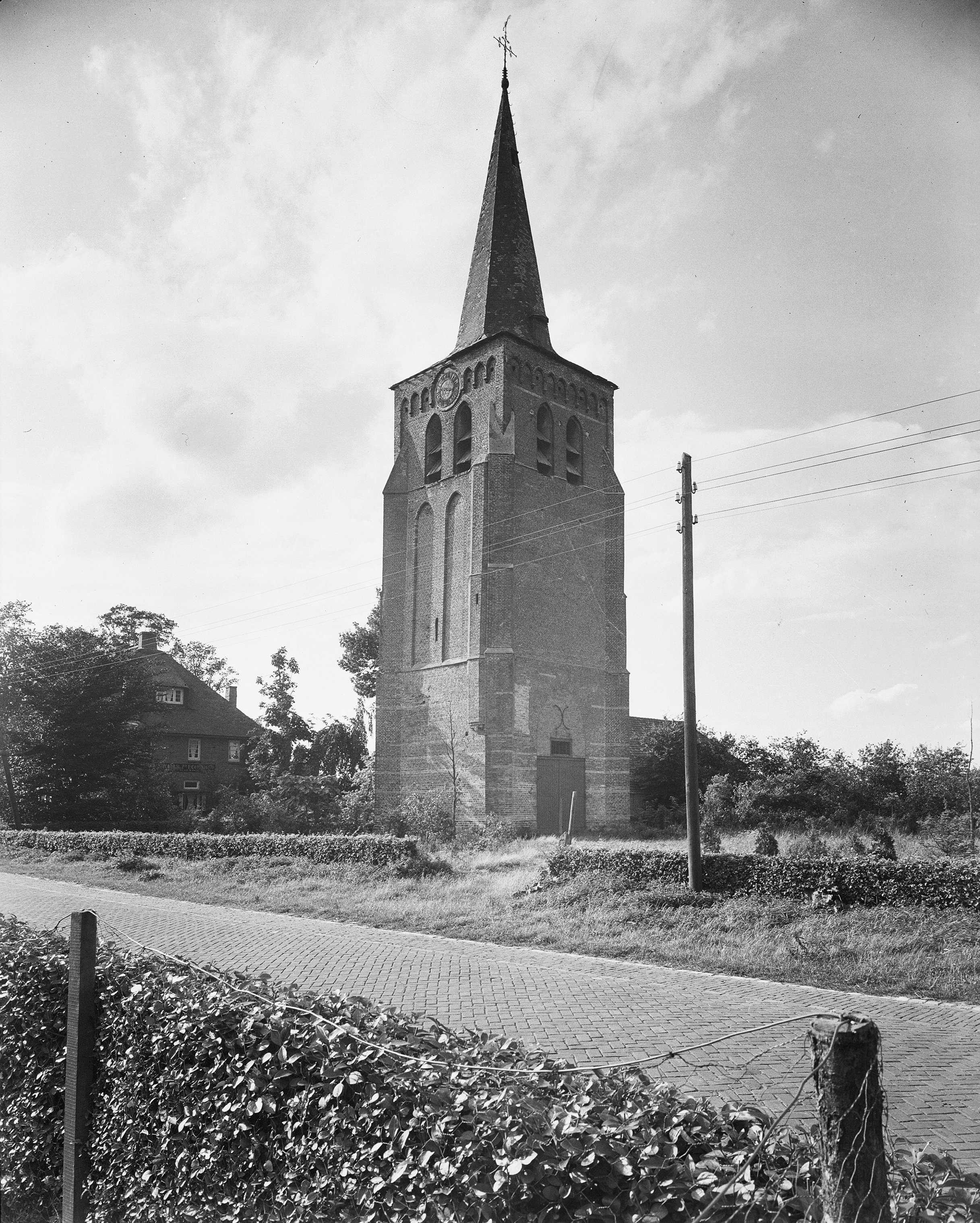
Oude toren, Haaren (gebouwd 1472)
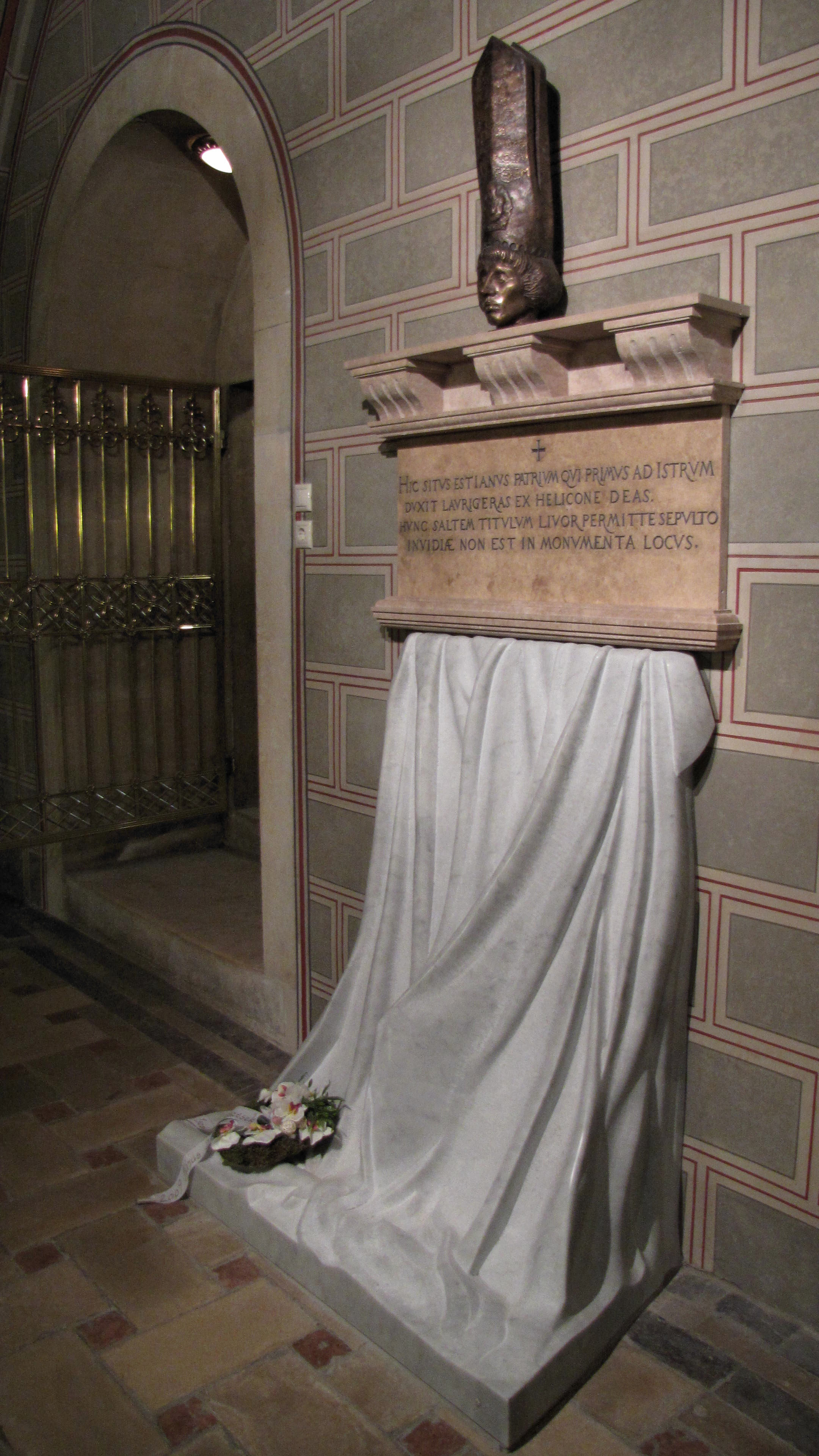
graftombe van Janus Pannonius
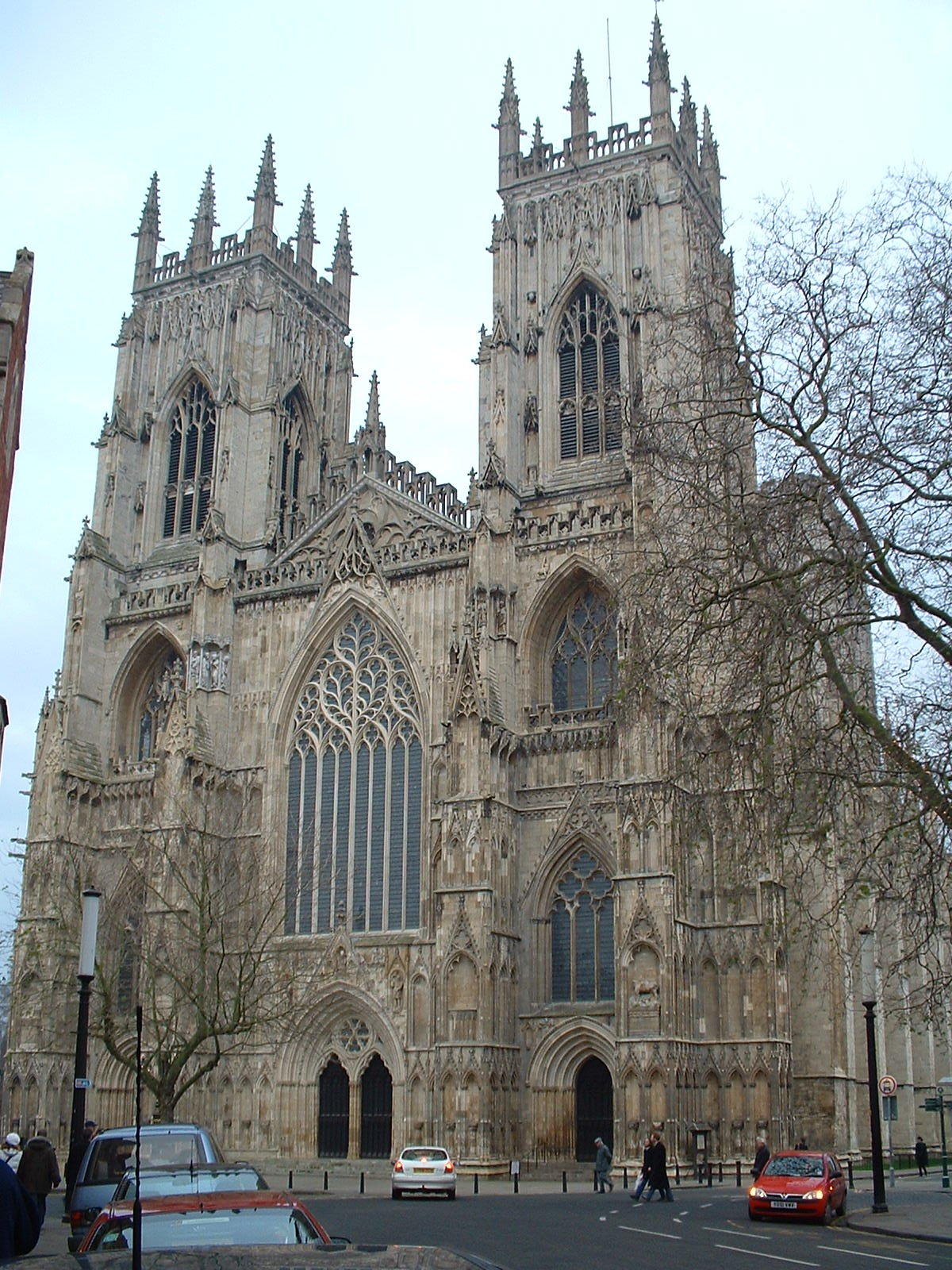
Kathedraal van York

## Geboren
- 24 januari - Guidobaldo da Montefeltro, hertog van Urbino
- 5 april - Bianca Maria Sforza, echtgenote van keizer Maximiliaan I
- 16 mei - Juan Pardo de Tavera, Spaans prelaat
- 31 mei - Everhard van der Marck, prins-bisschop van Luik (1505-1538)
- 20 oktober - Johan Lodewijk van Nassau-Saarbrücken, Duits edelman
- 31 oktober - Wang Yangming, Chinees filosoof
- 24 november - Pietro Torrigiano, Florentijns beeldhouwer
- Josse van Clichtove, Zuid-Nederlands theoloog
- Lucas Cranach de Oude, Duits schilder
- Erik van Saksen-Lauenburg, Duits prelaat
- Anne de Mowbray, Engels edelvrouw
- Lodewijk van Armagnac-Nemours, Frans edelman (jaartal bij benadering)
- Maria van Saint-Pol, Frans edelvrouw (jaartal bij benadering)

## Overleden
- 27 maart - Janus Pannonius (37), Kroatisch-Hongaars prelaat en humanist
- 30 maart - Amadeus IX de Gelukkige (37), hertog van Savoye (1465-1472)
- 8 april - Pieter Bladelin, Bourgondisch staatsman
- 10 april - Karel IV van Maine (57), Frans edelman
- 25 april - Leon Battista Alberti (68), Italiaans schilder, schrijver en architect
- 24 mei - Karel van Berry (25), Frans edelman
- 30 mei - Jacoba van Luxemburg (~56), Frans-Engels edelvrouw
- 4 juni - Nezahualcoyotl (70), koning van Texcoco (1426-1472)
- 15 juli - Balthasar van Żagań, Silezisch edelman
- 25 juli - Gaston IV van Foix (49), Frans edelman
- 25 juli - Johan II van Nassau-Saarbrücken (49), Duits edelman
- 25 juli - Karel van Artesië (~78), Frans edelman
- 11 oktober - Maria van Nassau-Siegen (54), Duits edelvrouw
- 18 november - Basilios Bessarion (69), Byzantijns kerkvorst en geleerde
- Zeger de Baenst, Vlaams edelman
- Jan II van Cortenbach, Brabants edelman
- Antonia van Florence (~71), Italiaans kloosterzuster
- Willem van Foreest, Zeeuws edelman
- Jan I Rode van Opsinnich, Limburgs edelman